# 보슈찬 체사르
보슈찬 체사르(슬로베니아어: Boštjan Cesar, 1982년 7월 9일, 유고슬라비아 류블랴나 ~ )는 슬로베니아의 전 축구 선수이다. 포지션은 센터백이었다.

## 수상
GNK 디나모 자그레브
- 2002-03 프르바 HNL 우승
- 2003-04 프르바 HNL 준우승
- 크로아티아컵 : 2001-02, 2003-04
- 크로아티아 슈퍼컵 : 2002, 2003

 마르세유
- 2006년 쿠프 드 프랑스 준우승
- 2006년 UEFA 인터토토컵 우승

 웨스트브로미치
- 2007-08 풋볼 리그 챔피언십 우승

## 같이 보기
- A매치 100경기 이상 출전한 축구 선수 명단